# NGC 2423
NGC 2423 ist ein Offener Sternhaufen vom Trumpler-Typ IV2m im Sternbild Puppis (Achterdeck des Schiffs) am Südsternhimmel. Aus dem Farben-Helligkeits-Diagramm ergeben sich bei NGC 2423 ein Alter von etwa 720 Millionen Jahren, eine Entfernung von 2500 Lichtjahren und eine Ausdehnung von 14 Lichtjahren.

Seine unmittelbaren (optischen) Nachbarn sind die beiden Sternhaufen Messier 46 und Messier 47.
Entdeckt wurde das Objekt am 19. März 1786 von William Herschel.